# Mardi Gras - Fuga dal college
Mardi Gras - Fuga dal college (Mardi Gras: Spring Break) è un film del 2011 diretto da Phil Dornfeld.

## Trama
Tre amici, all'ultimo anno del college, decidono di recarsi alla festa del Mardi gras, tipica festa di carnevale di New Orleans, dove per ogni collana di perle, una ragazza è tenuta a mostrare il suo petto.